# Química organometálica

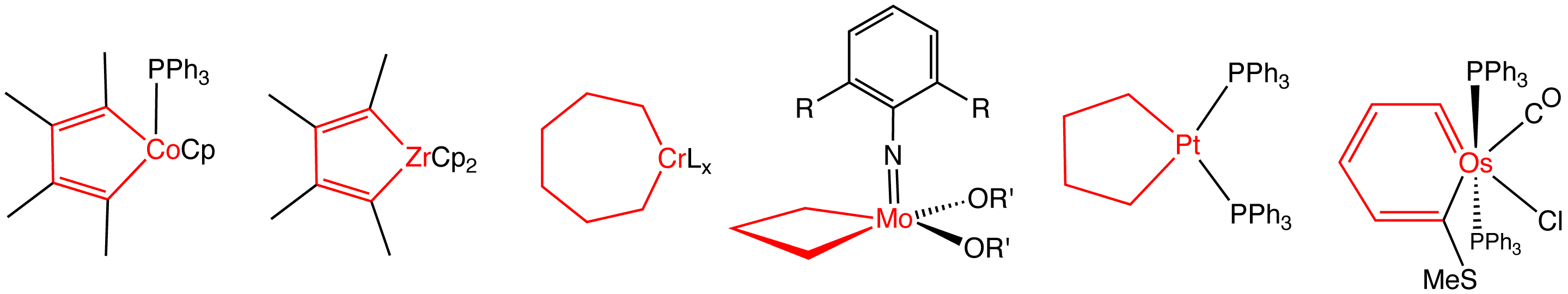
Varios metalociclos donde diferentes metales de transición aparecen unidos a ciclos de átomos de carbono y otros átomos o ligandos.

La química organometálica se encarga del estudio, la síntesis y la reactividad de los compuestos organometálicos, aquellos compuestos químicos que poseen al menos un enlace entre un átomo de carbono de un ligando orgánico y un átomo metálico. En este contexto, el término metal se puede definir utilizando una escala de electronegatividad, asignando la palabra metal a aquel elemento que presenta un carácter menos electronegativo que el carbono. Desde este punto de vista, se designan como metales a elementos conocidos como metaloides, tal como el silicio.
Puede considerarse una parte de la química diferenciada de la química orgánica (en la que el carbono se une de modo covalente a átomos de no-metal como hidrógeno, oxígeno, nitrógeno, fósforo, azufre o halógenos) y también distinta de la química inorgánica. 
La química organometálica es una disciplina que engloba a otras subdisciplinas de la química, como: química orgánica, química inorgánica, fisicoquímica, electroquímica. Esta transdisciplina de la química organometálica hace que posea una aplicabilidad tecnológica en variadas industrias químicas. Por mencionar solo unos casos: hidrogenación catalítica de olefinas utilizando sistemas homogéneos, a menor presión y temperatura, polimerización de etileno y propileno que generan polímeros plásticos con mayor grado de tacticidad, etc.

## Historia
Su comienzo puede establecerse a mediados del siglo XIX con la síntesis del dietilzinc por parte de Edward Frankland en 1849, mezclando yoduro de etilo con zinc.
{\displaystyle {\ce {2 CH3-CH2-I + Zn -> (CH3-CH2)2Zn + I2}}}
Su verdadero despegue tiene lugar a partir de 1900 con el desarrollo de los reactivos de Grignard, haluros de organomagnesio. 
En 1909, Pope y Peachey prepararon el yoduro de trimetilplatino, primer alquilo de un metal de transición.
En 1910 se comercializó el primer medicamento organometálico, el salvarsan, para tratar a los enfermos de sífilis.
En la segunda mitad del siglo XX se pusieron a punto muchos procesos industriales donde se aplicaron los conocimientos sobre estos compuestos, como la catálisis de Ziegler-Natta para fabricación del polietileno, un plástico de gran interés.

## Conceptos y técnicas
Como en otros ámbitos de la química, el recuento de electrones es útil para organizar la química organometálica. Generalmente estos compuestos no cumplen la regla del octeto, sino que cumplen la regla de los 18 electrones, muy útil para predecir las estabilidades de carbonilos metálicos y otros compuestos relacionados. El enlace químico y la reactividad de los compuestos organometálicos se discute a menudo desde la perspectiva del principio isolobal o de isolobularidad.
El RMN y la espectroscopia infrarroja son las técnicas más comunes usadas para determinar la estructura de estos compuestos organometálicos. Las propiedades dinámicas de los compuestos organometálicos a menudo se prueban programando los experimentos a temperatura variable en RMN y con experimentos de cinética química.

## Clasificación de la química organometálica
Las principales clasificaciones que se realizan son:

### Por grupos
Según el metal empleado:
| CH  |     |     |     |     |     |     |     |     |     |     |     |     |     |     |     |     |     | He  |
| CLi | CBe |     |     |     |     |     |     |     |     |     |     | CB  | CC  | CN  | CO  | CO  | CF  | Ne  |
| CNa | CMg |     |     |     |     |     |     |     |     |     |     | CAl | CSi | CP  | CS  | CS  | CCl | CAr |
| CK  | CCa | CSc | CTi | CV  | CCr | CMn | CFe | CCo | CNi | CCu | CZn | CGa | CGe | CAs | CSe | CSe | CBr | CKr |
| CRb | CSr | CY  | CZr | CNb | CMo | CTc | CRu | CRh | CPd | CAg | CCd | CIn | CSn | CSb | CTe | CTe | CI  | CXe |
| CCs | CBa |     | CHf | CTa | CW  | CRe | COs | CIr | CPt | CAu | CHg | CTl | CPb | CBi | CPo | CPo | CAt | Rn  |
| Fr  | CRa | Rf  | Db  | CSg | Bh  | Hs  | Mt  | Ds  | Rg  | Cn  | Nh  | Fl  | Mc  | Lv  | Lv  | Ts  | Og  |     |
|     |     | ↓   |     |     |     |     |     |     |     |     |     |     |     |     |     |     |     |     |
|     |     | CLa | CCe | CPr | CNd | CPm | CSm | CEu | CGd | CTb | CDy | CHo | CEr | CTm | CYb | CYb | CLu |     |
|     |     | Ac  | CTh | CPa | CU  | CNp | CPu | CAm | CCm | CBk | CCf | CEs | Fm  | Md  | No  | No  | Lr  |     |

| Química orgánica básica.                        | Muchos usos en Química.           |
| Investigación académica, pero no un amplio uso. | Enlace desconocido / no evaluado. |

- Compuestos organometálicos de metales alcalinos: Aunque se clasifica con el nombre del grupo, realmente el litio (Li) es el único participante del grupo, formando los compuestos de organolitio. El sodio (Na), potasio (K), rubidio (Rb), cesio (Cs)... forman enlaces iónicos, por lo que no forman compuestos organometálicos. Un ejemplo de los organolitiados y su uso es el N-butil-litio utilizado en síntesis orgánica. Aunque en química organometálica se empleen sales orgánicas de metales alcalinos, estos compuestos son sales, no organometálicos (ciclopentadienuro de sodio, terc-butóxido de potasio...).
- Compuestos organometálicos de metales alcalinotérreos: Destacan los organomagnesianos de los reactivos de Grignard, y en menor medida los compuestos de organoberilio. Estos últimos son altamente tóxicos y muy sensibles al aire y humedad, por lo que no son tan usados ni estudiados como los primeros. En el caso de usar metales alcalinotérreos más pesados (calcio (Ca), estroncio (Sr), bario (Ba)...), tienen enlaces covalentes de un marcado carácter iónico, debido a su mayor electropositividad y mayor radio iónico, su química organometálica se asemeja más a la de iones divalentes de lantánidos como el yterbio (Yb2+), samario (Sm2+), europio (Eu2+)... que a sus homólogos del grupo berilio (Be2+) y magnesio (Mg2+).
- Compuestos organometálicos del Grupo 12: A menudo se engloban estos elementos dentro de los compuestos organometálicos del grupo 2, ya que tienen la capa d completamente llena, y no presentan propiedades aceptoras o dadoras como los demás elementos de transición. Destacan sobre todo el zinc y el mercurio, aunque este último debido a su toxicidad, esta cayendo cada vez más en desuso. Los compuestos de cadmio también se han estudiado en menor medida, y también son tóxicos.
- Compuestos organometálicos del grupo del Boro (grupo 13): Aunque en este grupo se engloban todos los compuestos organometálicos del boro (B), aluminio (Al), galio (Ga), indio (In) y talio (Tl), la química organometálica más ampliamente estudiada de este grupo es la relativa al boro y al aluminio. A diferencia del resto del grupo, el B y el Al tienden a formar varios enlaces a partir del mismo átomo central, formando clusters como los organoboranos. En el caso del aluminio, destaca el DIBAL empleado en la hidrogenación de compuestos orgánicos.
- Compuestos organometálicos del grupo del Carbono (Grupo 14): Destacan los compuestos de organosilicio, cuyas siliconas abren un mundo nuevo de la química de materiales, y los organoestaños y organoplomos que se han empleado ampliamente en la industria química (por ejemplo, el tetraetilplomo se empleó durante años como antidetonante en gasolinas). En menor medida se han estudiado los [Compuesto de organogermanio|compuestos de organogermanio]], que a priori parecen tener propiedades intermedias entre los organoestaños y los organosilicio.
- Compuestos organometálicos del grupo del Nitrógeno (Grupo 15): Como el fósforo es un no metal, la química organometálica de los elementos del Grupo 15 incluye únicamente a los elementos arsénico (As), antimonio (Sb) y bismuto (Bi). Debido a esto, este grupo sí que no tiene grandes diferencias entre los compuestos organometálicos de los distintos elementos del grupo, ya que están íntimamente relacionados entre ellos. Aunque se empezó utilizando derivados del arsénico (arsfenamina, etc) en farmacología, debido a la alta toxicidad de los compuestos organometálicos de este grupo, el único uso actual queda limitado a la producción de compuestos de organoarsénico  de semiconductores.
- Compuestos organometálicos del Grupo 16: Igual que ocurría en el grupo 15, oxígeno y azufre son no-metales, por lo que no pueden formar compuestos organometálicos. Además, el polonio es radiactivo. Debido a esto, en este grupo solo tenemos el selenio (Se) y telurio (Te). El selenio se ha estudiado en más profundidad, se encuentra en biomoléculas de seres vivos, e incluso se han encontrado reacciones en síntesis orgánica muy interesantes, como la eliminación de selenóxido, que se utiliza para la síntesis de compuestos con grupos carbonilo α β-insaturado[4]
- Compuestos organometálicos del Grupo 11: El cobre (Cu), plata (Ag) y oro (Au) siempre suelen separarse del resto de elementos de transición debido a que suelen tener ciertas particularidades que los diferencian del resto. La química organometálica del cobre y plata es exclusiva del estado de oxidación (I), aunque se conoce un compuesto, un tetraorganoargentato (III), [Ag(CF3)4]-, que debe su existencia gracias a la electronegatividdad de los grupos CF3. En el caso de los compuestos organometálicos de oro, se pueden encontrar compuestos de estado de oxidación (I) y (III).
- Compuestos organometálicos de los metales de transición: El meollo de la química organometálica está en este grupo concreto. Debido a la variedad de estados de oxidación, maneras de llenar los orbitales vacíos d, posibilidad de enlaces múltiples al metal, complejos con ligandos dadores y/o aceptores, etc. este grupo presenta una química organometálica muy amplia.

### Por estructura
Dependiendo de como se enlace el metal a las moléculas orgánicas, podemos tener diferentes tipos de estructuras organometálicas:
- Compuestos Sándwich: Entre los que destacan los metalocenos.
- Carbenos metálicos: Se caracterizan por un doble enlace metal-carbono, entre los que destacan los carbenos de Fisher y los carbenos de Schrock.
- Carbonilo de metal: Utilizados en diversas aplicaciones industriales.

## Síntesis de compuestos organometálicos
Los compuestos organometálicos pueden obtenerse de varias reacciones importantes, entre ellas destacan:
- Adición oxidante y eliminación reductora
- Síntesis directa
- Metalación
- Mercuriación (metalación con mercurio)
- Transmetalación
- Carbometalación
- Hidrometalación
- Transferencia electrónica
- Beta-eliminación
- Reacción de metátesis: Intercambio metálico, intercambio metal-halógeno, alquilación...
- Metátesis olefínica
- Activación del enlace C-H
- Ciclometalación
- Inserción de carbeno
- Descarboxilación
- Inserción migratoria
- Abstracción nucleofílica